# Matthias Wichman
Matthias Wichman, född i Vikingstads socken, död 1695 i Vists socken, var en svensk präst i Vists församling. 

## Biografi
Wichman föddes i Vikingstads socken. Han var son till kyrkoherden därstädes. 6 augusti 1660 blev Wichman student vid Kungliga Akademien i Åbo. Han blev 26 maj 1668 magister där. 1669 blev Wichman rektor i Västervik. Han prästvigdes 7 juli 1669 och blev 1772 kyrkoherde i Vists församling. Wichman begravdes 21 juni 1695.
Wichman var preses vid prästmötet 1684.

### Familj
Wichman gifte sig första gången 1671 med Margareta Caspar (död 1675). Hon var änka efter professor Fröling i Åbo.
Wichman gifte sig andra gången 27 september 1676 med Engela Ventilius (1651-1698). De fick tillsammans dottern Anna Maria (1678–1724). Dottern gifte sig 30 juni 1697 med salpetersjuderiinspektor Lars Österberg (död 1734) på Bröttjestad i Slaka socken.